# Todd Youth
Todd Youth (eigentlich Todd Schofield; * 15. Mai 1971 in Rockaway; † 27. Oktober 2018) war ein US-amerikanischer Gitarrist und Bassist. Bekannt wurde er als Mitglied der Hardcore-Bands Warzone und Murphy’s Law, darüber hinaus war er jedoch auch in zahlreichen anderen Bands der Genres Hardcore, Punk, Heavy Metal und Rock tätig.

## Frühe Jahre
Schofield wurde am 15. Mai 1971 in der Kleinstadt Rockaway im an New York angrenzenden US-Bundesstaat New Jersey geboren. Später zog die Familie in den New Yorker Stadtteil Lower East Side. Ein früher musikalischer Einfluss Schofields war Kiss; sein erster Konzertbesuch war ein Kiss-Konzert im Alter von acht Jahren. Weihnachten 1982 nahm ihn ein Cousin mit zu seinem ersten Hardcorekonzert; die Bad Brains spielten im New Yorker CBGB’s. Früh entstand eine Freundschaft mit Raymond „Raybeez“ Barbieri, der als einer der Begründer des New York Hardcore gilt und Schofields erster musikalischer Weggefährte wurde. Schofields Familienverhältnisse waren schwierig; er lief regelmäßig davon und lebte dann als Ausreißer in der New Yorker Hardcore-Szene. Zunächst fand er Unterschlupf im berüchtigten Apartment X, einer Wohnung in der Lower East Side, in der unter anderem Roger Miret und Mitglieder von Cause for Alarm lebten und die Anlaufstelle und Nachtquartier für die New Yorker Hardcoreszene war. Dort lernte er, Bass zu spielen. Später wohnte er erst bei Agnostic-Front-Gitarrist Vinnie Stigma und dann bei Raymond Barbieri.

## Karriere
Ca. 1983 gründete Raymond Barbieri die Band Skinhead Youth, in der Schofield als Bassist tätig war. Auf Grund der engen Vernetzung der New Yorker Hardcore-Szene waren Besetzungswechsel zwischen den Bands üblich, und 1983 wurde Schofield, damals zwölf Jahre alt, kurzzeitig Bassist bei Agnostic Front. Im Januar 1984, drei Monate vor Beginn der Aufnahmen zu Victim in Pain, musste er die Band auf Druck seiner Eltern verlassen.
Barbieris Hauptband war Warzone, wo er als Schlagzeuger tätig war. 1986 verließ Warzone-Sänger Tommy Ratt die Band, und Barbieri wechselte vom Schlagzeug an das Mikrofon und vereinigte dabei die Line-ups von Warzone und Skinhead Youth, was Schofield den neuen Posten des Warzone-Bassisten einbrachte.
Ende 1986 stand bei der NYHC-Band Murphy’s Law eine US-Tournee mit den Beastie Boys an, für die die Band einen zweiten Gitarristen suchte. Murphy’s-Law-Sänger Jimmy „Gestapo“ Drescher fragte Schofield an, und dieser wechselte zum Missfallen Barbieris Instrument und Band. Mit Murphy’s Law verbrachte er zehn Jahre, die größtenteils mit Tourneen ausgefüllt waren.
1996, nach der Veröffentlichung des Albums Dedicated, verlor Schofield temporär die Lust am Musizieren, verließ Murphy’s Law und arbeitete im Restaurant seiner Frau mit. Wenig später gründete er allerdings mit dem ehemaligen Murphy’s-Law-Bassisten Dean Rispler die Punkband The Homewreckers und nahm eine Single auf. Zu dieser Zeit benötigte die Rockband D Generation einen Gitarristen für eine anstehende Tournee mit Green Day, und Schofield willigte ein. Mit der Band veröffentlichte er eine EP und ein Album.
1999 gründete Schofield zusammen mit dem D-Generation-Schlagzeuger Michael Wildwood die kurzlebige Band Chrome Locust, die ein Album veröffentlichte. Im selben Jahr wurde ihm ein Posten bei Danzig angeboten, den er annahm. Im November 1999 kam es zu einer kurzen Wiedervereinigung von Glenn Danzigs alter Band Samhain, um ein anstehendes Kompilationsalbum zu bewerben. Der ursprüngliche Samhain-Gitarrist Pete Marshall war zu dieser Zeit mit Iggy Pop auf Tournee, so dass Schofield die Rolle des Gitarristen übernahm und mit der Band eine Tournee durch die Vereinigten Staaten absolvierte. Anschließend zog er von New York nach Los Angeles.
Im Jahr 2000 gründete Schofield zusammen mit Davey Havok (A.F.I., Gesang), Steve Zing (Samhain, Bass) und London May (Samhain, Schlagzeug) die Punk/Metal-Supergroup Son of Sam. 2000 und 2008 veröffentlichte die Band zwei Alben (Songs From the Earth und Into the Night), die beide von Schofield produziert worden waren. Auf Into the Night spielte er außerdem Keyboard.
Nach dem Ende seines Danzig-Engagements 2003 war Schofield aus finanziellen Gründen eine Weile primär als Tour- und Sessionmusiker tätig. 2003 half er bei drei Motörhead-Konzerten für den aus familiären Gründen verhinderten Gitarristen Phil Campbell aus. Als Sessionmusiker spielte er unter anderem für den Country-Sänger Glen Campbell und die Rockband Cheap Trick.
2004 gründete Schofield gemeinsam mit dem Sänger und Gitarristen Christian Martucci (zuvor in Dee Dee Ramones Begleitband), Bassist Johnny Martin (ex-The Cunninghams) und Schlagzeuger Karl Rosqvist (ex-Steel Prophet) die Band The Chelsea Smiles, die 2006 und 2009 je ein Album veröffentlichte. Von 2010 bis 2013 war er als Livegitarrist für Ace Frehley tätig.
Nachdem Schofield 2016 bei einem Konzert der Cro-Mags als Gitarrist ausgeholfen hatte, kam es zu einer Zusammenarbeit mit Cro-Mags-Sänger John Joseph, aus der eine Neugründung der Hardcore-Band Bloodclot resultierte. 2017 gründete Schofield gemeinsam mit Israel Joseph I. (Bad Brains), Todd Jones (Terror) und Nick Townsend die Hardcore-Supergroup Fireburn, in der er als Bassist tätig war. Die Band veröffentlichte 2017 eine EPs und im Januar 2018 die Single Shine. Letztere war Schofields letzte Veröffentlichung.

## Privates
Schofield heiratete mit 17 seine erste Frau Kate, die in der Lower East Side ein Restaurant betrieb. Mit 18 wurde er zum ersten Mal Vater, mit 20 zum zweiten Mal. Die Ehe wurde 1999 geschieden. Er hatte insgesamt drei Töchter.
Schofield starb am 27. Oktober 2018 im Alter von 47 Jahren. Die Todesursache wurde nie bekannt gegeben. Er stand seit Mitte der 1980er-Jahre der Hare-Krishna-Bewegung nahe; seine Asche wurde teils unter dem Hare-Krishna-Baum im New Yorker Tompkins Square Park und teils im Ganges verstreut.

## Stil und Rezeption
Agnostic Front, FireBurn, Murphy’s Law, Skinhead Youth und Warzone waren oder sind Hardcore-Bands, wobei FireBurn und Murphy’s Law auch Reggae-Elemente in ihre Musik einfließen ließen, Murphy’s Law auch Ska-Elemente. D Generation verbanden Glam Rock mit Punk. Als Songschreiber war er an den Liedern von D Generation, FireBurn und Murphy’s Law beteiligt. Neben Gitarre und Bass beherrschte Schofield auch weitere Saiteninstrumente. Auf dem Murphy’s-Law-Album The Best of Times von 1991 spielte er beispielsweise auch Sitar.
Das Hardcore-Onlinemagazin In Effect veröffentlichte 2019 eine Sammlung von 25 Interviews mit Musikern zu ihren Erinnerungen an Schofield, die das Magazin über vier Monate geführt hatte. Vertreten waren unter anderem Eric Arce (Murphy’s Law), Paul Bakija (Reagan Youth), Keith Burkhardt (Cause for Alarm), Jason Lehrhoff (Warzone), John Porcelly (Youth of Today), Louie Rivera (Antidote), Craig Setari (Sick of It All), Matt Starr (Ace Frehley Band), Eddie Sutton (Leeway) und John Watson (Agnostic Front). Das US-amerikanische Onlinemagazin Loudwire bezeichnete Schofield als „Ikone“ des New York Hardcore. Schofield wurde 2006 im Dokumentarfilm American Hardcore porträtiert und hatte 2004 einen Auftritt im Dokumentarfilm Kiss Loves You.

## Diskografie (Auszug)
- 1984: Skinhead Youth – Skinhead Youth (EP)
- 1987: Warzone – Lower East Side Crew (EP)
- 1989: Murphy’s Law – Back with a Bong!
- 1991: Murphy’s Law – The Best of Times
- 1993: Murphy’s Law – Good for Now (EP)
- 1996: Murphy’s Law – Dedicated
- 1998: D Generation – Prohibition (EP)
- 1999: D Generation – Through the Darkness
- 1999: Chrome Locust – Chrome Locust
- 2000: Son of Sam – Songs from the Earth
- 2002: Danzig – I Luciferi
- 2006: The Chelsea Smiles – Thirty Six Hours Later
- 2008: Son of Sam – Into the Night
- 2008: Glen Campbell – Meet Glen Campbell
- 2009: The Chelsea Smiles – The Chelsea Smiles
- 2017: Bloodclot – Up in Arms
- 2017: Fireburn – Don’t Stop the Youth (EP)